# D'ansite
La d'ansite è un minerale il cui nome è stato attribuito in onore del chimico tedesco Jean D'Ans (1881-1969).